# Slab Fork (Virginie-Occidentale)
Pour les articles homonymes, voir Slab Fork.
Slab Fork est une ville située dans le comté de Raleigh en Virginie-Occidentale.
C'est la ville de naissance du célèbre chanteur Bill Withers.